# Slang
Es coneix com a slang l'argot de registre col·loquial i informal usada en l'idioma anglès.